# Tritiu
Tritiul este un izotop radioactiv al hidrogenului, instabil, cu masa atomica 3,0160492 și un timp de înjumătățire de 12,3 ani. Nucleul tritiului conține un proton și 2 neutroni, în timp ce nucleul protiului (izotopul cel mai răspândit în natură al hidrogenului) nu conține neutroni. La temperatură și presiune normală, este un gaz. Se formează în urma capturii unui neutron de un nucleu de D (deuteriu).
Este un emițător de radiații β (0÷18,6 KeV).
{\displaystyle _{0}^{1}n+D\to T+\gamma }